# Westport (Carolina del Norte)
Westport  es un lugar designado por el censo del condado de Lincoln, Carolina del Norte, Estados Unidos. Según el censo de 2020, tiene una población de 5705 habitantes.
En los Estados Unidos, un lugar designado por el censo (traducción literal de la frase en inglés census-designated place, CDP) es una concentración de población identificada por la Oficina del Censo exclusivamente para fines estadísticos

## Geografía
Está ubicado en las coordenadas 35°29′50″N 80°58′37″O / 35.49722, -80.97694 (35.497255, -80.976855). Según la Oficina del Censo, tiene una superficie total de 14.53 km², de los cuales 9.51 km² corresponden a tierra firme y 5.02 km² están cubiertos de agua.

## Demografía

### Censo de 2020
| Raza                   | Núm. | Porc.   |
| ---------------------- | ---- | ------- |
| Blancos                | 5152 | 90.31%  |
| Afroamericanos         | 158  | 2.77%   |
| Amerindios             | 3    | 0.05%   |
| Asiáticos              | 64   | 1.12%   |
| De otras razas         | 30   | 0.53%   |
| De una mezcla de razas | 298  | 5.22%   |
| Total                  | 5705 | 100.00% |

Del total de la población, el 3.40% son hispanos o latinos de cualquier raza.

### Estimación 2018-2022
De acuerdo con la estimación 2018-2022 de la Oficina del Censo, los ingresos promedio de los hogares son de $136,290 y los ingresos promedio de las familias son de $147,000. Los ingresos per cápita en los últimos doce meses, medidos en dólares de 2022, son de $66,922. Alrededor del 1.5% de la población está por debajo de la línea de pobreza.